# Agnopteridae
Agnopteridae je prapovijesna porodica ptica koja je smještena u red patkarica. Sadrži samo monotipski rod Agnopterus koji se sastoji od vrste Agnopterus laurillardi. Ta vrsta poznata je samo iz fosilnih ostataka. Živjela je u razdoblju između kasnog eocena i ranog oligocena.